# La tregua (Primo Levi)
La tregua es una obra de Primo Levi, que narra su experiencia en el viaje de retorno a Italia después de su permanencia en el campo de concentración de Auschwitz. La obra se publicó en 1962 y ganó el Premio Campiello. En 1997 Francesco Rossi dirigió la película del mismo nombre inspirada en el libro de Levi.
La tregua puede considerarse como una continuación de Si esto es un hombre, donde Levi había narrado la vida en el Lager hasta la liberación por las tropas rusas. Junto con la obra posterior Los hundidos y los salvados completa la trilogía donde el autor italiano dio su testimonio sobre los horrores vividos por los prisioneros del nazismo.
- Datos: Q3824693